# Cancer 4 Cure
Cancer 4 Cure è il terzo album in studio di El-P uscito per l'etichetta Fat Possum Records.

## Tracce
1. Request Denied – 4:32
2. The Full Retard – 3:39
3. Works Every Time (feat. Paul Banks) – 3:35
4. Drones Over Bklyn – 5:49
5. Oh Hail No (feat. Mr. Muthafuckin' eXquire & Danny Brown) – 3:41
6. Tougher Colder Killer (feat. Killer Mike & Despot) – 3:39
7. True Story – 3:14
8. The Jig Is Up – 3:18
9. Sign Here – 2:51
10. For My Upstairs Neighbor (Mums the Word) – 3:15
11. Stay Down (feat. Nick Diamonds) – 3:10
12. $4 Vic/Nothing but You+Me (FTL) (feat. Nick Diamonds) – 8:23

## Campionamenti
- The Full Retard
  - Kool Is Back di Funk Inc.
  - Hold the Floor di Camu Tao
  - When You're Going Down di Camu Tao
- True Story
  - Shut Up, Man di Das Racist
- Tougher Colder Killer
  - South Bronx di Boogie Down Productions
- $4 Vic/Nothing but You+Me (FTL)
  - I'm a Ram di Al Green
  - F*** the Law di El-P
  - Metroid Theme di Hirokazu Tanaka
- Drones Over Brooklyn
  - Stiletto di Billy Joel

## Formazione
- El-P - Compositore, produttore, voce
- Paul Banks - voce
- Biondo - voce
- Danny Brown - Compositore, voce
- Jaleel Bunton - chitarra
- Despot - voce
- Nick Diamonds - Compositore, produttore, voce
- Killer Mike - Compositore, voce
- Little Shalimar - chitarra, Effetti Chitarra, produttore, sintetizzatore, Vocoder
- James McNew - basso
- Mr. Muthafuckin eXquire - Compositore, voce
- Isaiah "Ikey" Owens - tastiera, organo
- Dave Smith - tromba
- Himanshu Suri - voce
- Matt Sweeney - chitarra
- Camu Tao - Compositore
- Wilder Zoby - tastiera, produttore, sintetizzatore